# مرصد النيوترينو الراديوي في جرينلاند
مرصد النيوترينو الراديوي في جرينلاند (بالإنجليزية: Radio Neutrino Observatory Greenland أو اختصارًا: المرصد RNO-G) هو مرصد نيوترينو نُصِبَ بالقرب من محطة ساميت كامب فوق صفيحة جرينلاند الجليدية. تهدف تجربة RNO-G إلى رصد جسيمات النيوترينو ذات الطاقة الفائقة وتقدير تدفقها. يمكن لهذه الجسيمات أن تساعد في فهمِ الأحداث الأكثر عنفًا في الكون بصورةٍ أفضل، ويشمل ذلك أنواع النوى المجرية النشطة (AGN) وانفجارات أشعة غاما (GRB) وغيرها. كما أن رصد جسيمات النيوترينو بواسطة المرصد RNO-G سيوسع من نطاق الطاقة التي يمكن استخدام النيوترينو فيها في مجال علم الفلك متعدد الرسل.
يعد مشروع المرصد مبادرة بقيادة جامعة شيكاغو وجامعة بروكسل الحرة ومركز التعجيل الألماني (اختصارًا: المركز DESY)، وهو أول تعاون لاختبار مفهوم قدرة مجموعة من الهوائيات الراديوية المنتشرة على نطاق واسع بالقرب من السطح في مراقبة مساحة أكبر بكثير من الجليد، بتكلفة أقل من المرصد IceCube بسلاسله الطويلة من كاشفات الفوتون في أعماق الجليد.

## مخطط الكاشف

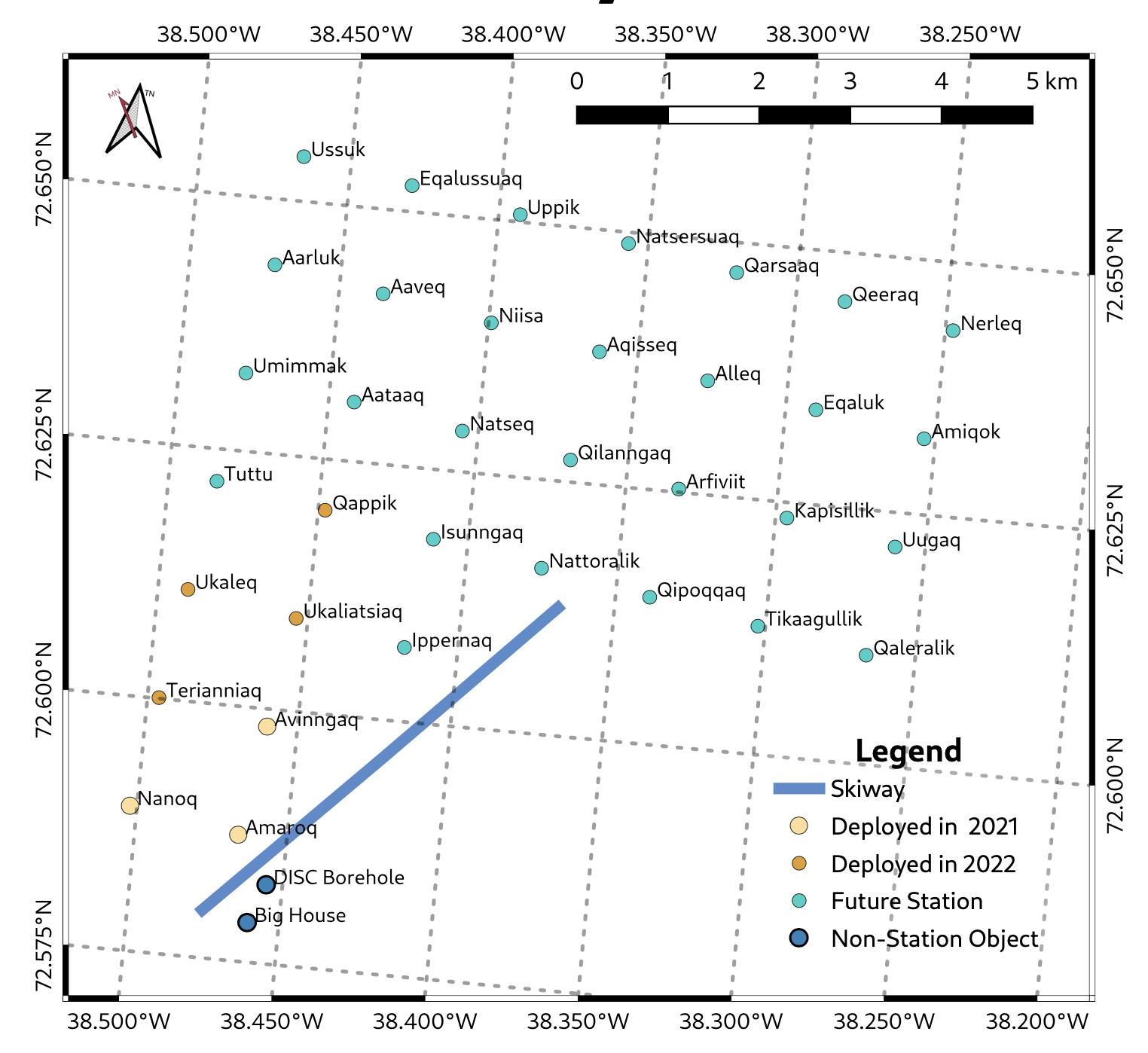
مخطط ترتيب المرصد في عام 2022

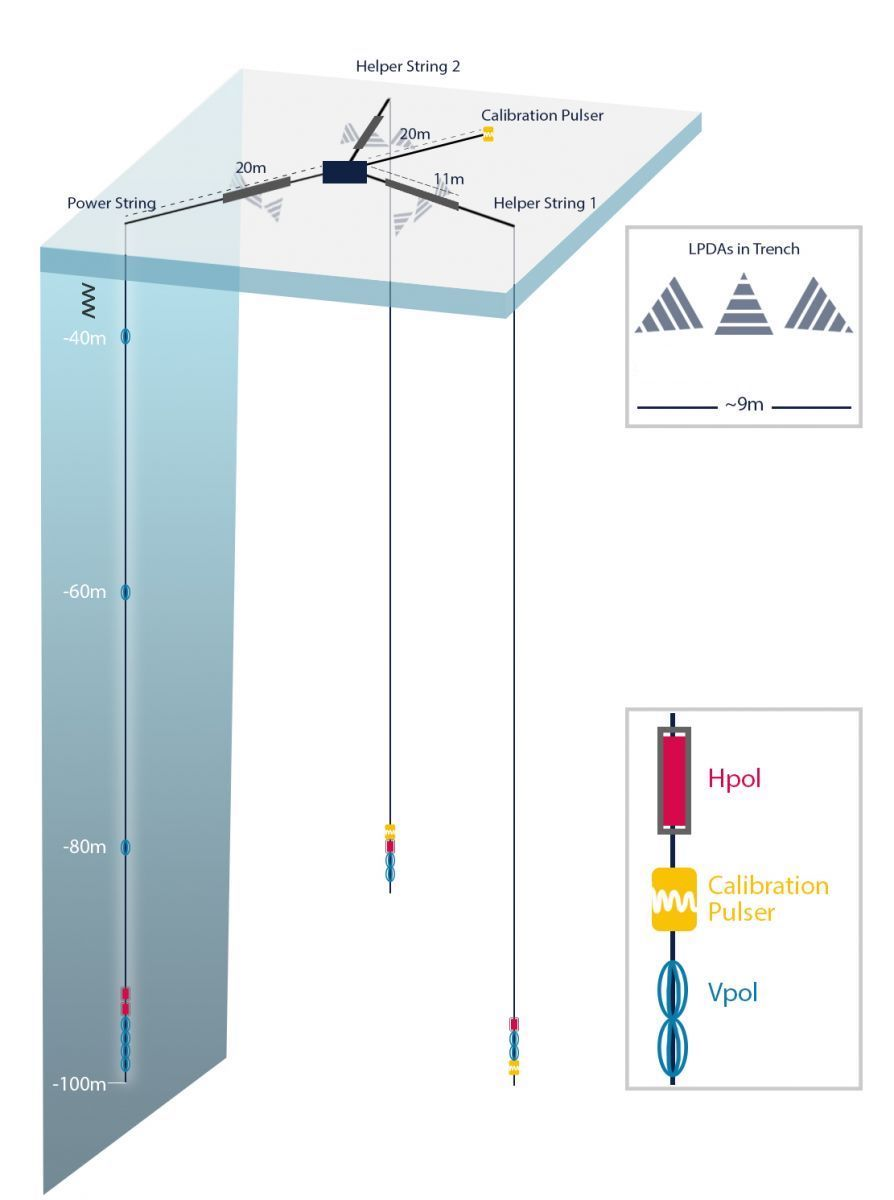
رسم تخطيطي لواحدة من محطات المرصد RNO-G

يقع المرصد على ارتفاع 3,216 مترًا (10,551 قدم) فوق مستوى سطح البحر، وتتألف مصفوفة ترتيب الكاشف من 35 محطة. نشرت سبع محطات تقوم بجمع البيانات بدءًا من عام 2022. تتكون كل محطة من ثلاثة أوتار مغروزة في الجليد على عمق 100 متر تعمل على قياس تسلسل الجسيمات في الجليد الناجم عن النيوترينو وغيرها من الجسيمات، وذلك بالإضافة إلى وجود مكون سطحي قادر على استشعار الأشعة الكونية. تعمل المحطات بصورة ذاتية وتعتمد على مصادر الطاقة المتجددة مثل الألواح الشمسية وعنفات الرياح. عملية الاتصال لاسلكية وتتم عبر معيار LTE.